# Heilig Kruiskerk (Neerwinden)
De Heilig Kruiskerk is de parochiekerk van de tot de Vlaams-Brabantse gemeente Landen behorende plaats Neerwinden, gelegen aan de Neerwindenstraat 20.

## Geschiedenis
Neerwinden bezat een classicistisch kerkgebouw uit 1752, waarvan echter het schip in 1952, en de toren in 1957 instortten. Hierna werd een nieuwe kerk gebouwd met neoromaanse stijlelementen. Deze werd ontworpen door Joseph Deré, en plechtig ingewijd op 19 september 1955.

## Gebouw
De kerk heeft een naastgebouwde vierkante toren, gedekt door een tentdak. De kerk is voornamelijk in baksteen uitgevoerd.

## Interieur
Het hardstenen doopvont is uit de 18e eeuw. Er is een 18e-eeuws kruisbeeld en een 17e-eeuws beeld van Sint-Antonius Abt. Er is ook een klok "Catherina" uit 1394 gegoten door Egidius De Koudenberghe, momenteel te bezichtigen onder een afdak buiten de kerk. 
Op het plantsoen voor de kerk staat een trapeziumvormige steen van ongeveer 1,3 ton, volgens de lokale historische kring een Menhir. Deze werd opgegraven in 1972 tijdens het heraanleggen van de weg tussen Overwinden en Neerwinden, ter hoogte van de Tumulus van Middelwinden.